# Bóson de calibre
Bóson de calibre (português brasileiro) ou bosão de calibre (português europeu)[carece de fontes?] são os bósons mediadores das interações fundamentais da natureza. Em outras palavras, partículas elementares cujo comportamento é descrito por teorias de calibre. No modelo padrão, existem três tipos de bósons de calibre:

Partículas do modelo padrão

- fótons, mediadores da interação eletromagnética;
- bósons W e Z, mediadores da força nuclear fraca;
- glúons, mediadores da força forte.

Ainda existiria o gráviton, mediador da gravidade. Contudo, ainda não foi observado e a teoria quântica da gravidade ainda não está desenvolvida satisfatoriamente. Além disso, os bósons de calibre deveriam ter massa nula pela teoria. Isso não é verificado experimentalmente e para explicar este problema foi proposto o mecanismo de Higgs, o que introduziu mais um bóson, o bóson de Higgs.